# East Ridge (Tennessee)
East Ridge es una ciudad ubicada en el condado de Hamilton en el estado estadounidense de Tennessee. En el Censo de 2010 tenía una población de 20.979 habitantes y una densidad poblacional de 978,38 personas por km².

## Geografía
East Ridge se encuentra ubicada en las coordenadas 34°59′50″N 85°13′43″O / 34.99722, -85.22861. Según la Oficina del Censo de los Estados Unidos, East Ridge tiene una superficie total de 21.44 km², de la cual 21.44 km² corresponden a tierra firme y (0%) 0 km² es agua.

## Demografía
Según el censo de 2010, había 20.979 personas residiendo en East Ridge. La densidad de población era de 978,38 hab./km². De los 20.979 habitantes, East Ridge estaba compuesto por el 0.08% blancos, el 0.01% eran afroamericanos, el 0.49% eran amerindios, el 1.77% eran asiáticos, el 0.16% eran isleños del Pacífico, el 2.29% eran de otras razas y el 2.02% pertenecían a dos o más razas. Del total de la población el 0.01% eran hispanos o latinos de cualquier raza.